# Masacre (banda de Colombia)
Masacre es un grupo colombiano de death metal de la ciudad de Medellín, Antioquia, formado en 1988 por Alex Oqueendo (voz), Mauricio Montoya (batería), Antonio "Toño" Guerrero (guitarra) y, Andrés "Andy" García (bajo). Actualmente está integrado por Alex Oquendo (voz), Jorge Londoño (guitarra líder), Álvaro Álvarez (Bajo), Juan Carlos Gómez (guitarra rítmica) y Wilson Henao (Batería).

## Historia
Masacre nace en el año de 1988 en la ciudad de Medellín (Antioquia). Su primer ensayo, el 8 de junio de 1988, lo conformaron el ya fallecido Mauricio Montoya (Bull Metal) en la batería, Antonio "Toño" Guerrero en la guitarra y Alex "Trapeator" Oquendo (que había salido de Ekhymosis) en la voz. A las pocas semanas se les unen Andy García de Ekhymosis y Juan Carlos "Juancho" Gómez en segunda guitarra. La banda emerge en el marco de la guerra del Estado colombiano contra el Cartel de Medellín y la violencia de los grupos guerrilleros y paramilitares eran noticia diaria.
El primer concierto de la agrupación fue el 8 de agosto de 1988. Los fuertes sonidos del Death Metal, más el contenido de sus letras que reflejaban una realidad en el país, muestran una respuesta inmediata ante el público colombiano y parte de Hispanoamérica.
En junio de 1989 la banda graba su primer demo tape titulado «Colombia... Imperio del Terror». En diciembre de 1990 la banda graba su segundo demo tape «Cáncer de Nuestros Días» Para entonces, Andy había sido reemplazado en el bajo por Alejandro Saldarriaga, de la banda local Pirokinesis.
A principios de 1991 ingresa Dilson Díaz de La Pestilencia a tocar el bajo, y en mayo de ese año la banda lanza de manera independiente su primer Mini LP «Ola de Violencia», consolidando su sonido extremo. Para este momento, Antonio "Toño" Guerrero sale de la banda. Como cuarteto, la agrupación entra a estudio en junio de 1991 para grabar su primer álbum.
En octubre de ese mismo año el sello francés Osmose Productions lanza el primer CD de Masacre titulado «Requiem»,,logrando gran difusión de la música de la banda en el medio underground mundial. Cabe resaltar que el sello musical del desaparecido Euronymous Deathlike Silence Productions estuvo muy interesado en presar «Ola de Violencia» (que había sido grabado en mayo de 1990). Luego de la publicación de «Reqviem», la banda comenzaría giras por Colombia y por países como Ecuador, Venezuela y Perú, a la vez que enfrenta fuertes críticas por publicaciones de Colombia y otros países.
En 1992 el mismo sello francés lanza un split CD con Masacre y la banda estadounidense Profanatica, incluyendo las tres canciones del MiniLP «Ola de Violencia» además de dos canciones de la banda grabadas en vivo en febrero de ese año.. Mientras que el sello holandés Cyber Music Productions edita una recopilación con canciones de las mejores bandas de este género incluyendo un tema de Masacre. En junio de 1992 "Bull Metal" sale de la banda y es reemplazado en la batería por Víctor Gallego.
En 1993 Masacre lanza de manera independiente el Mini LP «Barbarie y Sangre en Memoria de Cristo». Para este año la banda realiza un concierto en Caracas; Venezuela, en el Parque de las Naciones Unidas ante 7000 asistentes junto con la banda venezolana Krueger.
En 1995 la banda graba el CD Sacro producido por el sello Lorito Récords de Medellín, este CD es distribuido por importantes sellos en diferentes países de Europa teniendo una gran aceptación entre los críticos. El mismo año Masacre realiza largas giras por Colombia y países como Venezuela, este último lo visitaron dos veces, tocando en tres ciudades al lado de importantes bandas venezolanas; luego Masacre toca en Ecuador en una importante presentación en Quito donde era la banda del cartel central.
En 1999 Masacre graba tres temas como un avance de lo que sería su próximo álbum. En julio del mismo año una canción en vivo de la banda es incluida en una recopilación editada por el sello argentino Hurling Metal Records en la que además aparecen canciones de algunas de las más importantes bandas de Argentina. También aparecen en una recopilación del sello colombiano Tribulación Records al lado de bandas del mundo underground con el tema Camino al Calvario extractado de su trabajo Barbarie y Sangre en Memoria de Cristo. Para ese mismo año a la banda ingresaría Jorge Londoño a ocupar el puesto de guitarrista líder. Para 1997 son invitados por primera vez al festival Rock al Parque.
En el año 2000 Masacre firma para un nuevo sello colombiano llamado Decade Records con el cual editan el trabajo titulado Muerte Verdadera Muerte ("Death Truly Death") en marzo de 2001; este trabajo contiene 10 canciones entre las que se incluye un cover de la canción Strutter de Kiss. El tema Espinas de este álbum fue incluido en un compilado de la revista Sacrilegio. 
El sello argentino Hurling Metal Records adquiere los derechos para editar el nuevo CD de la banda: "Muerte Verdadera Muerte" en Argentina. Esta versión contiene 2 bonus tracks en vivo además contenido multimedia para el computador.
En el año 2001 Masacre comienza su gira Death Truly Tour para promocionar su álbum Muerte Verdadera Muerte. En esta gira visitaron muchas partes de Colombia, también Venezuela y Ecuador. El tour se extendió durante todo el año 2002 y la banda aprovechó el lapso entre conciertos para dedicarse a escribir y a componer su próximo trabajo. Al finalizar esta gira, salen de la banda Dilson Díaz y Juan Gómez para dedicarse a trabajar con la banda La Pestilencia, y entran a la banda Álvaro Álvarez a tocar el bajo y Juan Carlos Henao (proveniente de Tenebrarun) a tocar la guitarra rítmica; este último duró muy poco en la banda.
En abril de 2003 la banda graba el álbum Total Death. El álbum sale en el 2004 sale al mercado este CD el cual fue producido, mezclado y masterizado por Erik Rutan (Hate Eternal, Ex Morbid Angel) en Mana Recording Studios en Tampa-Florida. Para apoyar y dar a conocer este trabajo la banda inició la gira Muerte Total, la más extensa realizada por la banda, por Suramérica, una gira que incluyó la mayor parte de Colombia en la que se destaca haber sido los teloneros del concierto de Morbid Angel el 11 de septiembre de 2004 en el Coliseo El Salitre, dos conciertos en Venezuela, un concierto en Ecuador, tres presentaciones en Perú, dos conciertos en Bolivia, cuatro presentaciones en Argentina y terminó con cuatro presentaciones en Chile; al finalizar la gira muere a causa de un cáncer su baterista Victor Gallego y la batería de Masacre fue ocupada por músicos de sesión hasta el 2008. 
Y además lograron para el año 2006 girar en Europa y que tocaran en España en el Lorca Rock Fest junto con bandas como: Exodus, DevilDriver y Twisted Sister. Después de aquel triunfo en Europa llegaron a Colombia para ser los teloneros del concierto de Slayer en Bogotá en el Palacio de los Deportes de Bogotá el 15 de septiembre de 2006. Para ese mismo año en conmemoración de los 18 años de la banda se lanza un CD tributo a Masacre titulado "Bajo El Signo de la Violencia"; el cual cuenta con la participación de 14 bandas (entre las cuales se destacan (Krueger, Aggressor, Athanator y Thy Antichrist) y sería masterizado por Mike Hall en Remaster Studio.
En el 2008 se anuncia a Mauricio Londoño como baterista oficial de Masacre, y en conmemoración de los veinte años de la banda son invitados a tocar en el festival Rock al Parque junto con las bandas inglesas Carcass y Paradise Lost y organizar su único concierto en Medellín en ese año en el barrio Castilla donde hubo allegados a la banda.
Para el 2010 regresa a la banda el guitarrista Juan Gómez y empezarían a girar por toda Colombia, además regresarían a Ecuador para presentarse en el festival Quitu Raymi y se presentarían ese mismo año en Argentina en el festival Cosquín Rock. La gira por Colombia la siguieron realizando en el 2011 y también publicarían el DVD "20 Years Of Death"; el cual contiene la presentación de la banda en el festival Rock al Parque 2008. También para ese 2011 se destaca su gira por Centroamérica con la cual pasaron por países como El Salvador y Guatemala con lleno total, yen Colombia serían invitados a los festivales Convivencia Rock de Pereira, Ciudad Rock de Ibagué y Cruzada del Fuego de Cali. También saldría el segundo CD tributo a Masacre titulado "Masacrando el Imperio Del Terror" a través del sello Cinismo Records y contó con 13 tracks (el cual contó con la participación de bandas como: Agony, Aggressor, Morbid Macabre, No Raza, Sagros, Reencarnación y Witchtrap).
En el 2012 regresan a Venezuela para presentarse en la ciudad de Cabimas, en Perú son invitados para telonear el concierto de Assassin, viajarían a México por primera vez a presentarse en 8 ciudades que fueron lleno total. En Colombia son invitados al festival Miche Rock de Barranquilla y se presentarían en Cali y Medellín junto con NervoChaos. En el 2013 son invitados al festival Rock al Parque alternando tarima con Vita Imana y Cannibal Corpse y también sería invitados al festival Nariño Vive Underground junto con La Pestilencia. Ese mismo año anunciaron que están trabajando en un nuevo álbum que será publicado para el 2014.
Para el 2014 publican un nuevo álbum titulado "Brutal Aggre666ion" y lo promocionarían con una gira llamada "Brutal Agresión Tour"; con la cual se presentarían en Bogotá al lado de Kreator en el Teatro Metropol, Festival Internacional Altavoz de Medellín, Convivencia Rock de Pereira, son invitados a Caracas; Venezuela en el festival Suena Caracas en el Poliedro de Caracas al lado de Krueger y Carcass y otras ciudades de Colombia, además publicarían el vídeo "Donde Habita El Mal". En el 2015 regresan a Ecuador para presentarse en el Death Metal Festival junto con Neurosis, son invitados al crucero 70000 Tons of Metal, girarían por primera vez en Estados Unidos (Se destacaría su presentación en el Maryland Deathfest), presentarían un nuevo videoclip titulado "Reality Death" y son invitados al Festival del Diablo en Bogotá al lado de Possessed y Venom. Para el 2016 regresan a Estados Unidos; en donde se destaca su presentación en Las Vegas Death Fest. Para inicios del 2017 publican un CD titulado "Evil Death Live!"; el cual contiene el audio de un concierto de la gira promocional del álbum "Reqviem".
Además han compartido tarima con bandas como Napalm Death, Barón rojo, etc.

## Discografía

### LP
- Reqviem, 1991
- Sacro, 1996
- Muerte Verdadera Muerte, 2001
- Total Death, 2004
- Brutal Aggre666ion, 2014

### Mini LP
- Ola de Violencia, 1990
- Ola de Violencia Split, 1992
- Barbarie y Sangre en Memoria de Cristo, 1993
- 2012, 2012

### Demos
- Colombia... Imperio del Terror, 1989
- Cáncer de Nuestros Días, 1990
- Colombia... Imperio del Terror + Cáncer de Nuestros Días, 2004

### Reediciones
- Barbarie y Sangre en Memoria de Cristo, 2003
- Reqviem + Ola De Violencia, 2004
- Reqviem, 2014
- Reqviem, 2023
- Sacro, 2005
- Sacro, 2018
- Metal Medallo Attack, 2012
- Colombia... Imperio del Terror, 2023

### En Vivo
- Evil Death Live!, 2017
- Live In Ruins ´92, 2019
- Live In Poland. Warsaw/April 17th, 2023
- En Vivo Medellin 1993, 2023
- Live Inferno Fest, 2024

### Compilados
- Appointment with Fear, 1992
- Emetic Desecration, 1993
- Nahuel 2, 1999
- Ancient Ceremonies, 2000
- Hermandad Metálica, 2000
- Sacrilegio Extremo, 2000
- Nahuel 2, 2001

### DVD
- Masacre: 20 Years Of Death, 2011

### Tributos
- Bajo el Signo de la Violencia, 2006
- Masacrando el Imperio del Terror, 2012